# عبد القادر الحسيني
عبد القادر موسى كاظم الحسيني قائد فلسطيني ولد في القدس في 1908 واستشهد في 8 أبريل 1948 في قرية القسطل القريبة من القدس بعد أن قاد معركة القسطل ضد العصابات الصهيونية لمدة ثمانية ايام.

## النشأة
ولد في عام 1907 في القدس وتلقى تعليمه الأولي في واحدة من كتّابها، ثم في مدرسة صهيون الإنجليزية التي كانت المدرسة العصرية الوحيدة آنذاك. وقد توفيت والدته وعمره عام ونصف، وتولت جدته لوالدته تربيته وأشقاءه السبعة. له ثلاث أخوات وأربعة إخوة هم فؤاد ويعمل مزارعاً ورفيق مهندساً وسامي مدرساً بالإضافة إلى فريد الذي عمل محامياً.

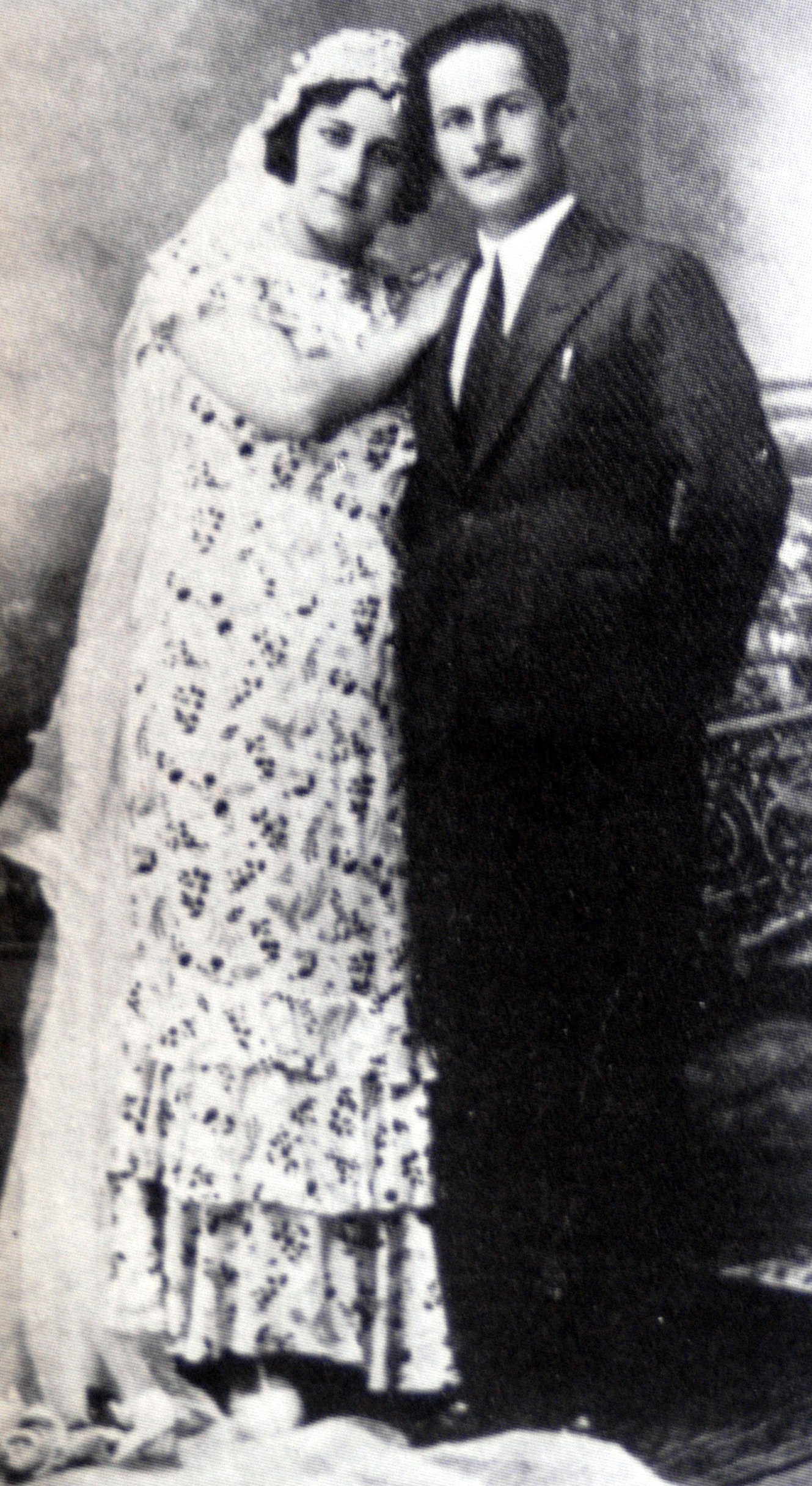
زواجه من السيدة وجيهه الحسيني

والده موسى كاظم الحسيني، شغل بعض المناصب العالية في الدولة العثمانية متنقلاً في عمله بين أرجاء الدولة العثمانية، فعمل في اليمن والعراق ونجد وإسطنبول ذاتها بالإضافة إلى فلسطين.
ونظراً لخدماته للدولة العثمانية، أنعمت عليه الحكومة بلقب (باشا)، وعندما انهارت الدولة العثمانية إبان الحرب العالمية الأولى، ووقعت فلسطين في قبضة بريطانيا كان موسى كاظم (باشا) الحسيني يشغل منصب رئاسة بلدية القدس، كما انتخب رئيساً للجنة التنفيذية للمؤتمر الوطني الفلسطيني.
كان الأب موسى أوائل معارضي الانتداب البريطاني، ودعى إلى الاحتجاج والتظاهر ضد وعد بلفور، فتولى قيادة أول مظاهرة شعبية في تاريخ فلسطين عام 1920م، وبسبب ذلك عزلته سلطات الانتداب البريطاني عن رئاسة بلدية القدس. تعرض موسى الحسيني لضرب عنيف على أيدي الجنود البريطانيين في مظاهرة يافا الكبرى في 27 أكتوبر 1933، ظل بعدها طريح الفراش حتى فارق الحياة سنة 1934م.

## تعليمه
درس القرآن الكريم في زاوية من زوايا القدس، ثم أنهى دراسته الأولية في مدرسة (روضة المعارف الابتدائية) بالقدس، بعدها التحق بمدرسة صهيون الإنجليزية. أتم عبد القادر الحسيني دراسته الثانوية بتفوق ثم التحق بعدها بكلية الآداب والعلوم في الجامعة الأمريكية في بيروت. ثم ما لبث أن طُرد منها نظراً لنشاطه الوطني ورفضه لأساليب التبشير التي كانت مستشرية في الجامعة، فما كان منه إلا الالتحاق بجامعة أخرى تسمح له بقدر من الحرية فتوجه إلى الجامعة الأمريكية بالقاهرة ودرس في قسم الكيمياء بها، وطيلة فترة دراسته لم يظاهر بنشاطه الوطني أملاً في الحصول على شهادة، وما إن تحقق مأربه حتى أعلن في حفل التخريج أن الجامعة لعنة بكل ما تبثه من أفكار وسموم في عقول الطالب، وطالب الحكومة المصرية أن تغلقها مما حدا بالجامعة الأمريكية في اليوم التالي بسحب شهادته، الأمر الذي أدى إلى تظاهرة عظيمة قام بها رابطة أعضاء الطلبة التي أسسها الحسيني وترأسها أيضاً وانتهى الأمر بقرار من حكومة إسماعيل صدقي بطرده من مصر فعاد أدراجه إلى القدس عام 1932 منتصراً لكرامته وحاملاً لشهادته التي أرادوا حرمانه منها.

## جهاد في الوطن
لم تكن العودة إلى القدس نهاية الرجل بل إنها كانت بداية رحلة جهاد طويلة منذ العام 1935 وانتهاءً بعام 1948 في معركة القسطل الجهادية.. وعلى الرغم من المحاولات الحثيثة من جانب الإدارة البريطانية لضمه تحت جناحها من خلال توليته عدداً من المناصب الرفيعة إلا أن إيمانه بالجهاد المسلح من أجل الحرية والاستقلال كان أقوى من جميع إغراءاتهم وخططهم الدنيئة، وتأكد له صواب اعتقاده حينما رحل الشيخ السوري عز الدين القسام شهيداً مدافعاً عن حرية فلسطين فخطا على نفس دربه وراح منذ العام 1936 يعمل على تدريب شبان فلسطينيين لينظموا وحدات مسلحة تدافع عن حقها وأرضها إذا ما تعرضتا للهجوم من غزاة طغاة، وبالفعل في ذات العام قام عبد القادر الحسيني بإلقاء قنبلة على منزل سكرتير عام حكومة فلسطين تلتها قنبلة أخرى على المندوب السامي البريطاني وتوّج نشاطه الوطني في هذا العام بعملية اغتيال الميجور سيكرست مدير بوليس القدس ومساعده، بالإضافة إلى اشتراكه مع أفراد الوحدات التنظيمية التي أسسها في مهاجمة القطارات الإنجليزية، وظلت هذه المناورات بصورة متفاوتة حتى عام 1939 حيث بلغت المقاومة ضد البريطانيين أشدها في معركة الخضر الشهيرة التي قضت بإصابة عبد القادر الحسيني إصابة بالغة.

## في العراق
في خريف عام 1938، جُرح عبد القادر ثانية في إحدى المعارك، فأسعفه رفاقه في المستشفى الإنجليزي في الخليل، ثم نقلوه خفية إلى سوريا، فلبنان. ومن هناك نجح في الوصول إلى العراق بجواز سفر عراقي. في بغداد عمل عبد القادر مدرساً للرياضيات في إحدي المدارس العسكرية، كما أنه أيّد ثورة رشيد عالي الكيلاني في العراق عام 1941، وشارك مع رفاقه في قتال القوات البريطانية، اعتقل ورفاقه في بغداد بتهمة اغتيال فخري النشاشيبي وقضوا في الأسر العراقي ثلاث سنوات، أفرجت الحكومة العراقية عنه في أواخر سنة 1943، بعد أن تدخل الملك عبد العزيز آل سعود ملك السعودية. فتوجه إلى السعودية وأمضى فيها عامين بمرافقة أسرته.

## مقاومة فلسطينية في مصر
عاد الحسيني في الفاتح من يناير عام 1946 إلى مصر الدولة التي سبق وأن طرد منها بأمر إسماعيل صدقي، ولكنه هذه المرة عاد للعرض على الأطباء ومداواة جروحه والندوب التي تقرحت في جسده إثر معاركه الكثيرة، وعلى الرغم من ذلك فقد كان الحسيني أكثر إيماناً ويقيناً أن المقاومة هي السبيل الأوحد للحرية والكرامة؛ فأثناء وجوده في مصر عمد إلى وضع خطة لإعداد المقاومة الفلسطينية ضد دولة الاحتلال الإسرائيلي فراح ينظم عمليات التدريب والتسليح للمقاومين وأنشأ معسكراً سرياً بالتعاون مع قوى وطنية مصرية ليبية مشتركة بالقرب من الحدود المصرية الليبية، كما قام بتدريب عناصر مصرية أيضاً للقيام بأعمال فدائية، حيث شاركت عناصره في حملة المتطوعين بحرب فلسطين وكذلك في حرب القناة ضد بريطانيا، كما عمد إلى التواصل والتشابك مع قائد الهيئة العربية العليا ومفتي فلسطين أمين الحسيني من أجل تمويل خطته وتسهيل حركة المقاومين على كل جبهات فلسطين، كما عمد أيضاً إلى التنسيق والتواصل مع المشايخ والزعماء والقادة داخل الأراضي الفلسطينية، وأنشأ معملاً لإعداد المتفجرات إضافة إلى إقامته محطة إذاعية في منطقة رام الله درة عن المقاومة الفلسطينية وتشجيع المجاهدين على الجود بأنفسهم وقوتهم في سبيل نصرة الحق والحرية، ناهيك عن إنشائه محطة لاسلكية في مقر القيادة في بيرزيت وعمل شفرة اتصال تضمن لهم سرية المعلومات وعدم انتقالها إلى الأعداء عبر المراسلات العادية، كما قام الحسيني أيضاً بتجنيد فريق مخابرات مهمته فقط جمع المعلومات والبيانات وخفايا وأسرار العدو الإسرائيلي لضربه في عقر داره، ناهيك عن تكوينه لفرق الثأر التي طالما ردعت وأرهبت اليهود وقللت من عمليات القتل الممنهجة التي أذاقوها للفلسطينيين.

## مجدد الجهاد في فلسطين
على الرغم من جهاده لفلسطين عن بعد إلا أن الأمر لم يشفِ ندوب صدره على الوطن وبخاصة بعد قرار تقسيم فلسطين في 29 تشرين الثاني (نوفمبر) 1947 حيث قضى اجتماع الجمعية العامة العادي بالخروج بقرار عن هيئة الأمم المتحدة يقضي بإنهاء الانتداب وتقسيم فلسطين إلى دولتين عربية ويهودية، فتولى قيادة قطاع القدس وعمل على وقف زحف القوى اليهودية، ومن ثم قام بعمليات هجومية على قطعان المستوطنين المتواجدين في محيط المدينة المقدسة منها على سبيل المثال لا الحصر، معركة مقر القيادة العسكرية اليهودية في حي «سانهدريا»، بالإضافة إلى الهجوم المنظم على عدة مراكز يهودية كانت تعم بالأحياء العربية كـمقر «ميقور حاييم»، وصولاً إلى استبساله في معركة "صوريف" في السادس عشر من يناير عام 1948 والتي ظفر فيها برقاب 50 يهودياً كانوا مزودين بأحدث العتاد الحربية الثقيلة فاستولى على 12 مدفع برن والعديد من الذخيرة والبنادق، وأيضاً من معاركه التي لا تنسى معركة بيت سوريك، ومعركة رام الله – اللطرون، بالإضافة إلى معركة النبي صموئيل، وكذلك الهجوم على مستعمرة النيفي يعقوب ومعركة بيت لحم الكبرى.

## استشهاد الحسيني
ضرب عبد القادر الحسيني خلال معركة القسطل غير المتكافئة مثلاً رائعاً في التضحية والحماسة والاندفاع، وتفاصيل المعركة تدور كما دوّنها المؤرخون أن الحسيني غادر القدس إلى دمشق في أواخر آذار عام 1948 للاجتماع بقادة اللجنة العسكرية لفلسطين التابعة لجامعة الدول العربية، أملاً في الحصول على السلاح ليشدّ من عزم المقاومين على الاستمرار والاستبسال في القتال.
تتحدث كتب التاريخ عن هذا اللقاء بين عبد القادر الحسيني واللجنة العسكرية. يقول الحسيني أن اللجنة العسكرية طالبته بعدم افتعال تصرفات فردية، وأن جامعة الدول العربية قد أوكلت قضية فلسطين إلى لجنة عربية عسكرية عليا، وطالبوه بعدم الذهاب نحو القسطل، فقال ردا عليهم:
| عبد القادر الحسيني | إنني ذاهب إلى القسطل وسأقتحمها وسأحتلها ولو أدى ذلك إلى موتي، والله لقد سئمت الحياة وأصبح الموت أحب إلي من نفسي من هذه المعاملة التي تعاملنا بها الجامعة، إنني أصبحت أتمنى الموت قبل أن أرى اليهود يحتلون فلسطين، إن رجال الجامعة والقيادة يخونون فلسطين " . | عبد القادر الحسيني |

إلا أنه ما لبث أن عاد إلى القدس مجدداً فور علمه بمعركة القسطل التي بدأت بشائرها وهو خارج القدس، لكنه لم يحمل ما ذهب إليه جميعه فقط نصف كيس من الرصاص، واتجه به مسرعاً إلى القسطل. ولم تكن الدول العربية تريد مواجهة مع بريطانيا، ورأت أن أي عمل عسكري الآن سيعني مواجهة حتمية مع بريطانيا، ولكن الحسيني بدأ يرسل إلى المتطوعين من الحركات الإٍسلامية في فلسطين ومصر وما حولها، ثم أنه طوق القسطل.. وبدأ يستنجد مرة أخرى بالقيادة العسكرية، وأرسل إليهم بأنه بمساعدتهم سينهي الوجود اليهودي فيها، بيد أن القيادة العسكرية للجامعة العربية أصرت على موقفها. وأثار ذلك الترنح في مواقف الجامعة العربية حفيظة الحسيني، وثارت ثائرته فأطلق صيحته قائلا:
| عبد القادر الحسيني | نحن أحق بالسلاح المُخَزَّن من المزابل، إن التاريخ سيتهمكم بإضاعة فلسطين، وإنني سأموت في القسطل قبل أن أرى تقصيركم وتواطؤكم | عبد القادر الحسيني |

وهزأ منه طه الهاشمي وأخبره أن لدى اللجنة العتاد والسلاح، ولكنها لن تعطيه لعبد القادر، ولكنها ستنظر بالأمر بعد 15 مايو فكان رد الحسيني عليه:
| عبد القادر الحسيني | والله يا باشا إذا ترددتم وتقاعستم عن العمل فإنكم ستحتاجون بعد 15 مايو إلى عشرة أضعاف ما أطلبه منكم الآن، ومع ذلك فإنكم لن تتمكنوا من هؤلاء اليهود ، إني أشهد الله على ما أقول، وأحملكم سلفا مسؤولية ضياع القدس ويافا وحيفا وطبرية ، وأقسام أخرى من فلسطين " . ولكن أعضاء اللجنة لم يتهموا لقوله وسخروا من حماسه واندفاعه، فاستشاط عبد القادر غضبا، ورمى بدبارة كان في يده في وجوههم وقال : " إنكم تخونون فلسطين ..إنكم تريدون قتلنا وذبحنا ! | عبد القادر الحسيني |

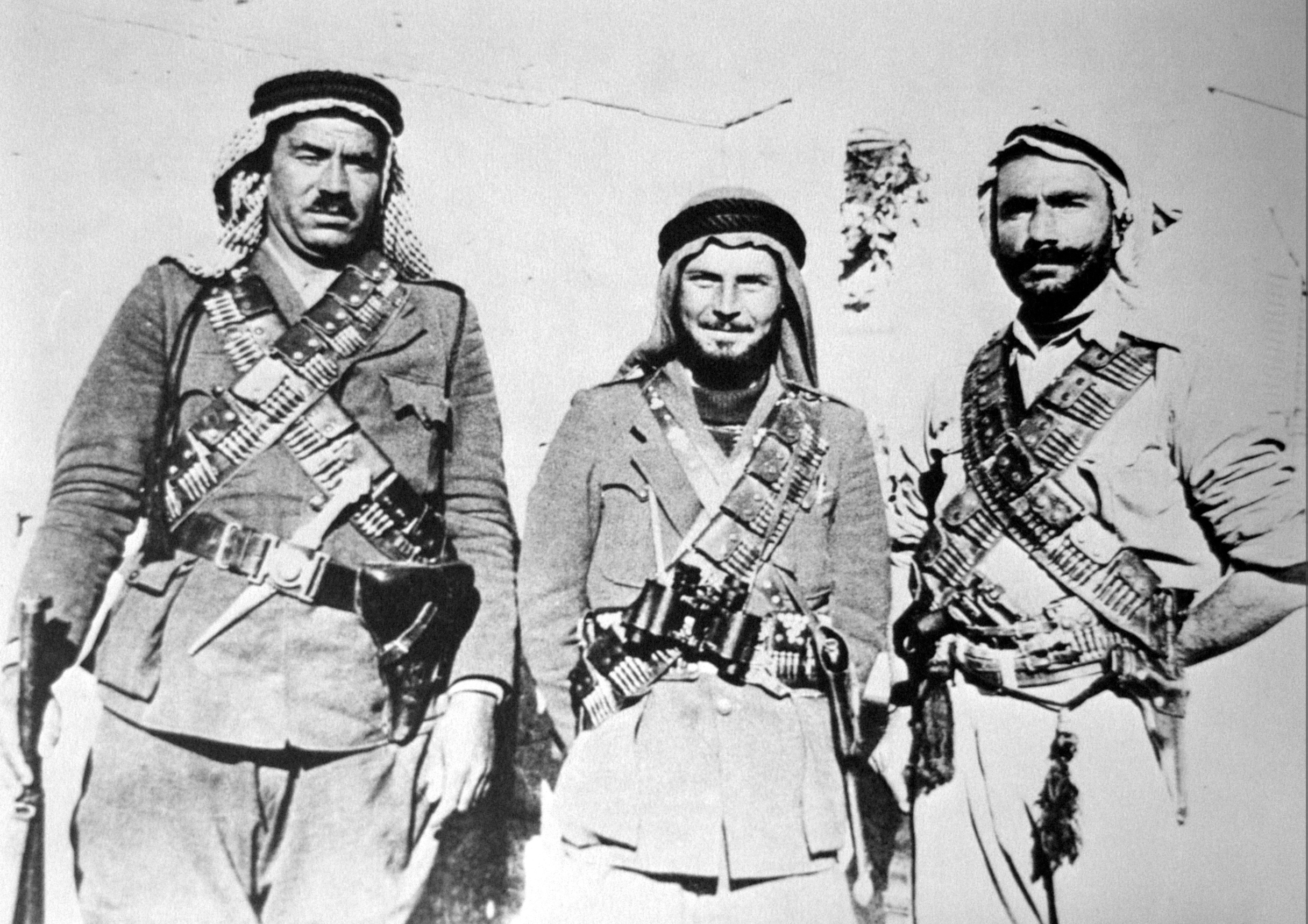
عبد القادر الحسيني (في المنتصف) بين رجاله قبيل استشهاده، يوم 7 أبريل.

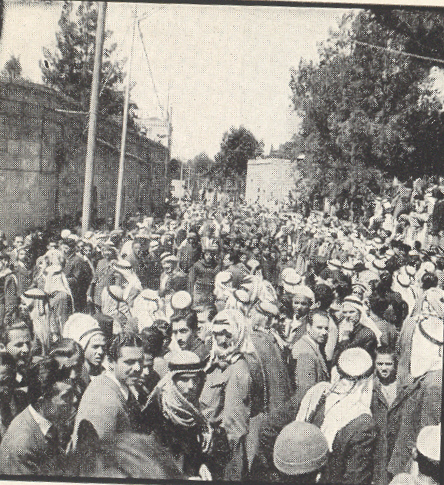
جنازة الحسيني

ثم قفل عائدا إلى القسطل، وجعل يردد قول أخيه القائد الشاعر عبد الرحيم محمود الذي استشهد في معركة الشجرة:
قام الحسيني باقتحام قرية القسطل مع عدد من المجاهدين ما لبث أن وقع ومجاهديه في طوق الصهاينة وتحت وطأة نيرانهم فهبت نجدات كبيرة إلى القسطل لإنقاذ الحسيني ورفاقه وكان من بينها حراس الحرم القدسي الشريف، وتمكن رشيد عريقات في ساعات الظهيرة من السيطرة على الموقف وأمر باقتحام القرية وبعد ثلاث ساعات تمكنوا من الهجوم وطرد الصهاينة منها.
استشهد عبد القادر صبيحة الثامن من إبريل عام 1948 م، حيث وجدت جثته قرب بيت من بيوت القرية فنقل في اليوم التالي إلى القدس، ودفن بجانب ضريح والده في باب الحديد، وقد استشهد وهو في الأربعين من عمره، أي في أوج عطائه الجهادي.
ولما خرج الجميع لتشييع عبد القادر الحسيني أبت قوات الاحتلال الصهيوني إلا أن ترتكب مجزرة أخرى فعمدت إلى مهاجمة قرية دير ياسين وأتت أُكلها فلم يبقَ فيها شيء ينبض بالحياة فقط ركام المنازل وأشلاء الفلسطينيين.

## وصلات خارجية
- مركز الشرق العربي
- غازي عبد القادر الحسيني.. تاريخ عائلته
- فيديو يتضمن صور الشهيد عبد القادر الحسيني. على يوتيوب